# Centrale nucléaire d'Indian Point
La centrale nucléaire d'Indian Point est une ancienne centrale équipée de trois réacteurs nucléaires, dont le dernier a été mis à l'arrêt permanent le 28 avril 2021. Elle est située à Buchanan, dans l'État de New York au sud de Peekskill.

## Caractéristiques
La centrale est installée sur la rive est du fleuve Hudson, à 24 miles au nord de New York.

Le site comprend trois réacteurs à eau pressurisée (REP) mis à l'arrêt définitif.
- Indian Point 1, démarré en 1962 par Consolidated Edison et mis à l'arrêt en 1974[1]. Il fait l'objet d'une conservation en l'état (disposition permettant d'attendre la décroissance radioactive avant démantèlement)[réf. nécessaire].
- Indian Point 2, démarré en 1973 et mis à l'arrêt en avril 2020[2].
- Indian Point 3, construit par Westinghouse, et appartenant à la société Entergy Nuclear Northeast. Il a été mis en service commercial le 30 août 1976 et mis à l´arrêt définitif le 28 avril 2021[3].

## Histoire
- La construction du premier réacteur d'Indian Point débute le 1er mai 1956. Il s'agit du troisième réacteur à eau pressurisée américain après le réacteur nucléaire de Shippingport et celui de la centrale nucléaire de Yankee Rowe. D'une puissance électrique brute de 277 mégawatts, il surpasse Shippingport (68 MW) et Yanke Rowe (180 MW).

- Ce premier réacteur diverge pour la première fois le 2 août 1962, puis il est raccordé au réseau électrique le 16 septembre 1962.

- Le 14 octobre 1966 est lancée la construction du second réacteur d'Indian Point, un réacteur à eau pressurisée d'une puissance brute de 1067 MW.

- En 1970, sept cents plombiers sont intervenus en urgence pour réparer une avarie sur les échangeurs[4].

- En 1973, cinq mois après son démarrage, le réacteur n°2 a été arrêté après la découverte d'un flambage du revêtement en acier de l'enceinte de confinement.

- en 1979 à la suite de l'accident nucléaire de Three Mile Island, la centrale fait l'objet d'une importante controverse et des associations antinucléaires demandant son arrêt car les rejets en cas d'accident peuvent concerner une population très importante en aval du site et incluant la ville de New York, le nord du New Jersey et le comté de Fairfield dans le Connecticut.

- en 1982, une étude du Sandia National Laboratories signale qu'une fusion du cœur avec un rejet radiologique d'un des réacteurs pouvait causer 50 000 morts immédiates en cas d'irradiation massive et 14 000 décès à plus long terme par le cancer. Cependant, sur la base du dossier présenté par l'exploitant Entergy, la Federal Emergency Management Agency (FEMA) et la Commission de réglementation nucléaire des États-Unis (NRC) ont étudié le risque et décidé que l'exploitation pouvait être poursuivie.

- Le 15 février 2000 s'est produit une fuite d'environ 20 000 litres de vapeur radioactive[réf. nécessaire] en raison de la rupture d’un tube sur l'un des quatre générateurs de vapeur du réacteur n°2. Le réacteur est resté à l'arrêt pendant 11 mois.

- après les attaques du 11 septembre 2001 sur le World Trade Center, une nouvelle controverse pointe la vulnérabilité de la centrale face à des attaques aériennes, sachant que les structures de confinement en béton ne résisteraient pas à l’impact d’un avion, et que les déchets sont entreposés dans des piscines qui ne sont pas protégées[5].

- Le 10 mai 2015, une explosion est survenue dans la centrale, suivie d'un incendie dégageant un épais panache de fumée noire. L'exploitant, Indian Pont Energy, s'est montré rassurant en affirmant dans un tweet qu'aucun danger n'existe ni pour les employés ni pour les riverains[6].

- Le 6 février 2016, Andrew Cuomo, Gouverneur de l'État de New York, informe le public du fait que la nappe phréatique sous le site de la centrale contient du tritium[7] et ordonne conjointement avec la justice la fermeture définitive de la centrale nucléaire[8]